# Gladiolus symonsii
Gladiolus symonsii är en irisväxtart som beskrevs av F.Bolus. Gladiolus symonsii ingår i släktet sabelliljor, och familjen irisväxter.
Artens utbredningsområde är KwaZulu-Natal. Inga underarter finns listade i Catalogue of Life.